# Пагорб Слави (Ялта)

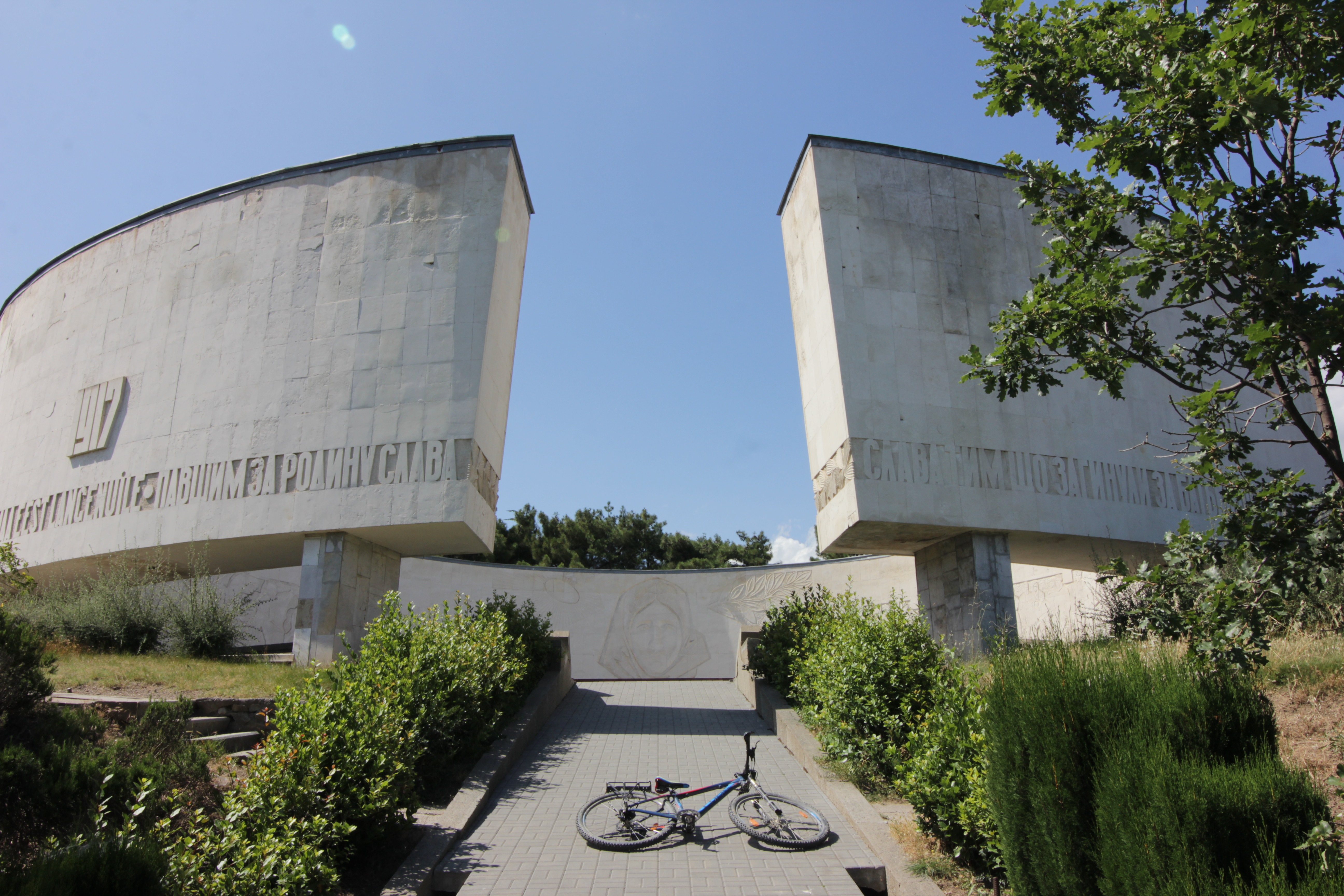

«Пагорб Слави» — меморіальний комплекс у Ялті, відкритий 1967 року в пам'ять про всіх полеглих під час жовтневого перевороту 1917 року, громадянської та німецько-радянської воєн.
Розташований на одному з трьох головних підвищень міста — пагорбі Дарсан, на висоті 110 метрів над рівнем моря.

## Опис
Меморіал представляє собою велике кільце з залізобетону, облицьоване інкерманським каменем. У центрі кільця горить Вічний вогонь.
На внутрішній стороні кільця висічені рельєфні зображення вояків Радянської Армії, моряків-чорноморців, партизанів і підпільників.
Гранітна стела увічнює імена тих, хто під час жовтневого перевороту 1917 року та громадянської війни в Росії 1917—1921 років змагався за встановлення Радянської влади у Криму: Д. І. Ульянов, М. В. Фрунзе, В. К. Блюхер, Я. Ю. Тарвацький, М. І. Подвойський, Ю. І. Дражинский, П. М. Ословский, О. Бронштейн, Н. М. Сосновский.

## Історія
Меморіальний комплекс було відкрито 6 листопада 1967 року до 50-ї річниці Жовтневої революції. Одночасно відкрита канатна дорога Ялта-гірка, яка дозволяє подолати основну частину підйому від набережної.
Вічний вогонь був запалений від полум'я Вічного вогню на Малаховому кургані у Севастополі.
Автори пам'ятки  —  скульптор Г.Орехов, архітектори У. А. Петербуржцев, А. У. Степанов, А. А. Попов.
У 1973 році встановлена пам'ятна стела героям Громадянської війни (автор —  П. А. Стариков).
У 1980-х роках на пагорбі, де до цього не було рослинності, а схили зриті ерозійними зморшками, був розбитий Нагірний парк.
У 2019 році встановлені мармурові плити з іменами 33 Героїв Радянського Союзу, котрі захищати Ялту.

### Питання збереження меморіалу
Меморіал отримав статус пам'ятки місцевого значення ще у 1980 році, але, за дійсними на той час нормами, охоронна зона залишила лише 25 метрів, а розбитий у 1980-х роках парк охоронного статусу не мав. Після 1991 року, коли Крим відійшов до незалежної України, почалась масова  забудова пагорба — ділянки «підібрались» фактично до його підніжжя. Не дивлячись на те, у 2015 році, з окупацією Криму Росією, міськрада визнала «Пагорб Слави» об'єктом культурної спадщини з охоронною зоною у 6 гектарів, забудова продовжилася багатоповерховими житловими будинками на ділянках землі, виділених раніше. Тільки у 2018 році пам'ятка визнана Об'єктом культурної спадщини Росії.

## У культурі
Пам'ятку можна бачити у фільмі 1984 року «Вдруге у Криму» — до  нього приходить головний герой покласти квіти до Вічного вогню.